# Joanna z Tower
Joanna z Tower, ang. Joan of Tower (ur. 5 lipca 1321 w Tower, zm. 7 września 1362 w Hertford) – najmłodsza córka Edwarda II Plantageneta, króla Anglii i Izabeli Francuskiej.
Urodziła się w londyńskiej Tower. Niedługo po śmierci ojca (21 września 1327 roku), w wieku zaledwie 7 lat, na mocy traktatu w Northampton kończącego wojnę angielsko-szkocką, poślubiła w Berwick-upon-Tweed Dawida Bruce'a, syna króla Szkocji Roberta I. Już rok później Robert zmarł, Dawid został królem jako Dawid II, a Joanna została królową Szkocji.
Małżeństwo Joanny pozostało bezdzietne. Zmarła w 1362 r. w Hertford i została pochowana w londyńskim Grey Friars Church.